# ハビエル・カスティリェホ
ハビエル・カスティリェホ（Francisco Javier Castillejo Rodríguez、1968年3月22日 - ）は、スペインのプロボクサー。マドリード州パルラ出身。元WBC世界スーパーウェルター級王者。元WBA世界ミドル級王者。世界2階級制覇王者。「El Lince de Parla（パルラの山猫: Linceは英語のLynx）」の異名を持つ。

## 来歴
1988年7月22日、20歳でプロデビュー。デビュー当時はウェルター級であり、1990年10月19日にはスペインウェルター級王座を獲得した。
1993年4月24日、WBA世界スーパーウェルター級王者フリオ・セサール・バスケスと対戦し、判定負けで王座獲得に失敗した。
その後、1994年1月11日にEBU欧州スーパーウェルター級王座を獲得した。同王座は4度防衛した後、1995年1月3日にローランド・ブーデュアニに9回TKO負けで王座から陥落した。
1999年1月29日、WBC世界スーパーウェルター級王者キース・ムリングスを2-0判定で下し王座を獲得した。同王座は5度防衛。大東旭と対戦する話も浮上したが、2001年6月23日にオスカー・デ・ラ・ホーヤの挑戦を受ける。このタイトルマッチはデ・ラ・ホーヤの5階級制覇を賭けた試合となり、判定で敗れ王座から陥落した。
2002年1月11日、空位のEBU欧州ミドル級王座を獲得。
2002年7月12日、WBC世界スーパーウェルター級暫定王座決定戦でローマン・カルマジンを3-0判定で下し、王座を獲得した。同王座は1度防衛したあとに返上し、階級をミドル級に上げた。
2006年7月15日、ドイツでWBA世界ミドル級レギュラー王者フェリックス・シュトルムと対戦し、10回TKOで勝利して王座を獲得し2階級制覇を成し遂げた。
2006年12月2日、WBA世界ミドル級レギュラー王座の初防衛戦でマリアノ・カレラに11回TKOで敗れた。しかし、ドーピング検査でカレラから違反薬物のクレンブテロールが検出された為、カレラは王座を剥奪され、カスティリェホに王座が差し戻された。
2006年12月14日、スーパー王者のジャーメイン・テイラーが王座を剥奪されたため、カスティリェホはレギュラー王者から正規王者に認定された。
2007年4月28日、フェリックス・シュトルムとの再戦で、12回0-3判定で敗れ初防衛に失敗し王座から陥落した。

## 獲得タイトル
- スペインスーパーウェルター級王座
- スペインミドル級王座
- EBU欧州スーパーウェルター級王座
- EBU欧州ミドル級王座
- WBC世界スーパーウェルター級王座（防衛5度）
- WBC世界スーパーウェルター級暫定王座（防衛1度=返上）
- WBA世界ミドル級レギュラー王座（防衛0度=正規王座に認定）
- WBA世界ミドル級王座（防衛0度）